# Mădălina Manole
Magdalena-Anca Mircea (Vălenii de Munte, 14 juli 1967 - Otopeni, 14 juli 2010), geboren Manole, en beter bekend onder de artiestennaam Mădălina Manole was een Roemeens popzangeres en songwriter.

## Discografie
- 1991 - Fată dragă, Electrecord
- 1993 - Ei, și ce?, Electrecord
- 1994 - Happy New Year Electrecord
- 1995 - The best of Mădălina Manole, Electrecord
- 1996 - Trăiesc pentru tine, Roton Music
- 1997 - Lină, lină Mădălină, Zone Records Polygram
- 1998 - Cântă cu mine, Zone Records Polygram
- 2000 - Dulce de tot, Nova Music Entertainment BMG
- 2003 - A fost (va fi) iubire
- 2010 - O 9 Mădălina Manole, MediaPro Music